# Nathan Outteridge
Nathan James Outteridge (Newcastle, 28 de enero de 1986) es un deportista australiano que compite en vela en las clases 49er y Nacra 17. Su hermana Haylee compite en el mismo deporte.
Participó en tres Juegos Olímpicos de Verano, obteniendo una medalla de oro en Londres 2012 y una de plata en Río de Janeiro 2016, ambas en la clase 49er compitiendo junto con Iain Jensen, y el quinto lugar en Pekín 2008, en la misma clase.
Ganó ocho medallas en el Campeonato Mundial de 49er entre los años 2007 y 2015. Además obtuvo dos medallas de plata en el Campeonato Mundial de Nacra 17, en los años 2018 y 2020.
En vela de crucero consiguió ganar la Copa América de 2024 con el Team New Zealand.
En 2014 fue condecorado con la Medalla de la Orden de Australia (OAM).

## Palmarés internacional
| Juegos Olímpicos   | Juegos Olímpicos         | Juegos Olímpicos  | Juegos Olímpicos |
| Año                | Lugar                    | Medalla           | Clase            |
| ------------------ | ------------------------ | ----------------- | ---------------- |
| 2012               | Londres (Reino Unido)    | Medalla de oro    | 49er             |
| 2016               | Río de Janeiro (Brasil)  | Medalla de plata  | 49er             |
| Campeonato Mundial |                          |                   |                  |
| Año                | Lugar                    | Medalla           | Clase            |
| 2007               | Cascaes (Portugal)       | Medalla de bronce | 49er             |
| 2008               | Melbourne (Australia)    | Medalla de oro    | 49er             |
| 2009               | Riva del Garda (Italia)  | Medalla de oro    | 49er             |
| 2010               | Freeport (Bahamas)       | Medalla de plata  | 49er             |
| 2011               | Perth (Australia)        | Medalla de oro    | 49er             |
| 2012               | Zadar (Croacia)          | Medalla de oro    | 49er             |
| 2014               | Santander (España)       | Medalla de bronce | 49er             |
| 2015               | Buenos Aires (Argentina) | Medalla de plata  | 49er             |

| Campeonato Mundial | Campeonato Mundial  | Campeonato Mundial | Campeonato Mundial |
| Año                | Lugar               | Medalla            | Clase              |
| ------------------ | ------------------- | ------------------ | ------------------ |
| 2018               | Aarhus (Dinamarca)  | Medalla de plata   | Nacra 17           |
| 2020               | Geelong (Australia) | Medalla de plata   | Nacra 17           |